# Fulgensia
Fulgensia is een geslacht van korstmossen behorend tot de familie Teloschistaceae. De typesoort is Fulgensia vulgaris.

## Soorten
Volgens Index Fungorum telt het geslacht een soorten (peildatum december 2023):
| Soortnaam          | Auteur(s)            | Publicatiejaar |
| ------------------ | -------------------- | -------------- |
| Fulgensia vulgaris | A. Massal. & De Not. | 1853           |